# كأس أمم إفريقيا لكرة القدم للسيدات 2018
كأس أمم أفريقيا لكرة القدم للسيدات 2018 هي النسخة الثالثة عشر من كأس أمم أفريقيا لكرة القدم للسيدات، وهي بطولة كرة قدم دولية ينظمها كل عامين الاتحاد الأفريقي لكرة القدم (كاف) لمنتخبات كرة القدم للسيدات في أفريقيا. تقام البطولة في غانا في الفترة بين 17 نوفمبر و1 ديسمبر 2018.
في هذه البطولة ستتأهل المنتخبات الثلاثة الأولى إلى كأس العالم لكرة القدم للسيدات 2019.

## النهائيات

### المجموعة الأولى
جنوب افريقيا

## روابط خارجية
- الموقع الرسمي